# Mycetophila lonquimayensis
Mycetophila lonquimayensis är en tvåvingeart som beskrevs av Duret 1991. Mycetophila lonquimayensis ingår i släktet Mycetophila och familjen svampmyggor. Inga underarter finns listade i Catalogue of Life.